# Winter Lake - Il segreto del lago
Winter Lake - Il segreto del lago (The Winter Lake) è un film del 2020 diretto da Phil Sheerin.

## Trama
Tom è un solitario adolescente introverso e problematico che vive con la madre Elaine con la quale si è appena trasferito in una casa ereditata. Quando Tom esplora il vicino lago stagionale, alimentato da un misterioso e pericoloso fiume sotterraneo che scorre a intermittenza, scopre nell'acqua i resti di un neonato. Elaine, trovandosi in difficoltà, ha bisogno dell'aiuto del vicino di casa Ward che sorveglia gelosamente la figlia Holly, una ragazza manipolatrice che ha un debole per Tom. Mentre Ward farà di tutto per evitare che la gente sappia del neonato, Holly, intuendo che Tom ha trovato i resti, lo spingerà a uccidere il padre.

## Distribuzione

### Data di uscita
Le date di uscita internazionali nel corso del 2020 sono state:
- 10 luglio in Irlanda
- 21 settembre in Canada
- 1º ottobre negli Stati Uniti d'America

Le date di uscita internazionali nel corso del 2021 sono state:
- 15 marzo in Regno Unito
- 19 marzo in Russia (Холодное озеро)

Le date di uscita internazionali nel corso del 2022 sono state:
- 18 settembre in Italia

### Edizione italiana
La direzione del doppiaggio e i dialoghi italiani sono curati da Germana Longo per conto della Oceania Sound che si è occupata anche della sonorizzazione.

## Accoglienza

### Critica
Sull'aggregatore di recensioni Rotten Tomatoes il film riceve il 71% delle recensioni positive con un voto medio di 5,9/10.